# Vipio borneanus
Vipio borneanus är en stekelart som beskrevs av Cameron 1908. Vipio borneanus ingår i släktet Vipio och familjen bracksteklar. Inga underarter finns listade i Catalogue of Life.